# Loe de Jong
Louis („Loe”) de Jong (n. 24 aprilie 1914, Amsterdam, Țările de Jos – d. 15 martie 2005, Amsterdam, Țările de Jos) a fost un jurnalist și istoric neerlandez, specializat în istoria Țărilor de Jos din cel de-al Doilea Război Mondial și în Rezistența Neerlandeză.

## Biografie
Loe de Jong a fost de origine evreiască. El și-a pierdut cea mai mare parte a familiei sale, inclusiv părinții săi și fratele său geamăn, în timpul celui de-al Doilea Război Mondial.
El a reușit să scape de Holocaust fugind în Anglia, împreună cu soția sa, atunci când germanii au invadat Țările de Jos. În acest timp el a lucrat pentru emisiunile Radio Oranje de la Londra adresate locuitorilor din Țările de Jos.
Capodopera lui Loe de Jong, Het Koninkrijk der Nederlanden în de Tweede Wereldoorlog (Regatul Țărilor de Jos în timpul celui de-al Doilea Război Mondial), în paisprezece volume și 18.000 de pagini, este lucrarea de referință standard privind istoria Țărilor de Jos în timpul celui de-al Doilea Război Mondial. Institutul Neerlandez pentru Documentarea Războiului (NIOD) a realizat recent o ediție electronică a întregii opere disponibile pentru descărcare de la 11 decembrie 2011, sub licența CC BY 3.0.
El a contribuit de asemenea la cercetarea multor altor aspecte ale istoriei Țărilor de Jos și vorbit la multe simpozioane cu privire la rezistența europeană din cel de-al Doilea Război Mondial. În 1988 De Jong a fost distins cu premiul cultural Gouden Ganzenveer pentru contribuția sa la dezvoltarea culturii scrise și tipărite a Țărilor de Jos.
În 1963 a devenit membru al Academiei Regale Neerlandeze de Arte și Științe.